# Biblioteca civica Pasquale Stanislao Mancini
La biblioteca civica Pasquale Stanislao Mancini costituisce il principale polo bibliotecario della città di Ariano Irpino (già Ariano, o Ariano di Puglia). Ubicata nel cuore del centro storico cittadino, occupa i piani rialzati del Palazzo del Teatro.

## Storia
La collezione fu costituita nel 1869 grazie all'impegno del deputato Pasquale Stanislao Mancini, cui la biblioteca è intitolata. Fin dai primi anni la struttura, destinata a servire l'intero collegio elettorale di Ariano di Puglia, fu aperta alla libera consultazione popolare e all'uopo dotata di un'intera sezione di libri "circolanti". Le opere del fondo originario provenivano dai conventi scolopi di Ariano, alcantarini di Mirabella e francescani di Ariano, Montecalvo, Casalbore e San Giovanni del Palco di Lauro (nel 1866 tali ordini erano stati soppressi per legge e i relativi beni secolarizzati); di contro gli antichi testi in dotazione alla locale biblioteca diocesana (istituita fin dal 1540 dal vescovo Diomede Carafa) non furono coinvolti nel trasferimento e rimasero in possesso della diocesi di Ariano.
In una prima fase la biblioteca civica fu allestita nei locali del seminario diocesano (anch'esso secolarizzato e affidato provvisoriamente in gestione alla locale         amministrazione comunale), ma dal 1920 fu trasferita all'interno del Palazzo del Teatro. Tuttavia, a seguito dei danneggiamenti causati dal terremoto del 1962, tanto la biblioteca quanto il teatro furono sgombrati e trasferiti in locali di fortuna poiché l'edificio, divenuto inagibile, dovette essere demolito. Nel 1998, al termine dei lavori di ricostruzione, la biblioteca andò a occupare l'intero piano rialzato del Palazzo mentre il livello inferiore fu destinato ad auditorium.

## Patrimonio

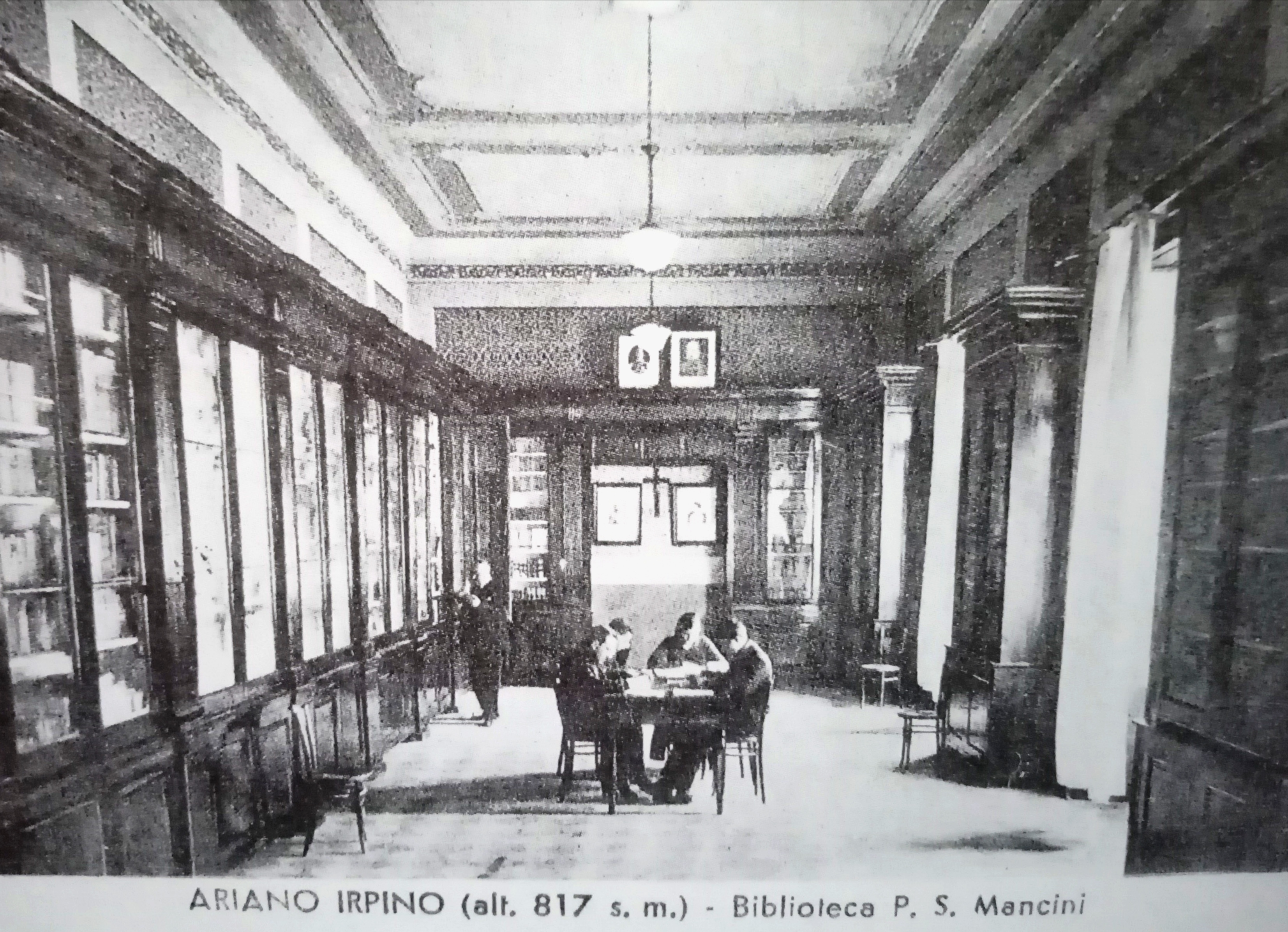
Uno scorcio della biblioteca Mancini negli anni Trenta del Novecento

La biblioteca possiede 60 000 volumi e opuscoli nonché diverse migliaia di fondi antichi; i documenti multimediali ammontano a 20 000. Vi si aggiungono 49 documenti musicali a stampa, 135 periodici (quasi tutti
non più attivi), 6 documenti grafico-iconici e un antico manoscritto. L'inventario è disponibile in formato sia cartaceo che informatizzato, mentre il catalogo topografico è fruibile soltanto in versione cartacea.